# Beit Sira
Beit Sira (àrab: بيت سيرا, Bayt Sīrā) és una vila palestina en la governació de Ramal·lah i al-Bireh, al centre de Cisjordània, situada 22 kilòmetres a l'oest de Ramal·lah, al llarg de la Línia Verda. Segons l'Oficina Central d'Estadístiques de Palestina (PCBS), tenia 3.518 habitants en 2016. Durant la guerra araboisraeliana de 1948 al voltant de 4,000 dunes de la seva terra es van convertir en una part de la franja «terra de ningú» entre el nord-centre de Cisjordània i Israel. Actualment, la jurisdicció de Beit Sira és de 3.120 dúnams, dels quals 441 dúnams són àrees urbanitzades i la resta són espais oberts per a la futura construcció o sòl agrícola.

## Història
En 1596 Beit Sira formava part de la nàhiya o subdistricte de Ramla, que es trobava sota l'administració del liwà o districte de Gaza, en l'Imperi Otomà. Als registres fiscals d'aquell any tenia 17 llars que eren totes musulmanes. Pagaven una taxa impositiva fixa del 25% sobre productes agrícoles, incloent blat, ordi, cultius d'estiu, vinyes, fruiters, cabres i ruscs, a més d'ingressos ocasionals; un total de 4.500 akçe. Tots els ingressos anaven al Waqf.
En 1838 era registrada com una vila musulmana al districte de Ibn Humar, part de l'àrea d'er-Ramleh.
En 1863 Victor Guérin assenyalà Beit Sira com un poble considerable al cim d'un turó rocós. Un sant, venerat amb el nom de "Neby Sira", hi tenia un santuari amb la seva tomba. Socin, citant una llista oficial de viles otomanes compilada al voltant de 1870, va assenyalar que "Bet Sira" tenia 39 cases i una població de 125, tot i que el recompte de població només s'hi incloïa homes. Hartmann examinant la mateixa llista, va trobar que Bet Sira tenia 29 cases.
En 1883 el Survey of Western Palestine (SWP) del Fons per a l'Exploració de Palestina la va descriure: "Un petit poble en un turó als turons baixos. Hi passa una carretera principal. El subministrament d'aigua és artificial."

### Època del Mandat Britànic
En el cens de Palestina de 1922, organitzat per les autoritats del Mandat Britànic, la població de Beit Sira era de 381 musulmans, incrementats en el cens de 1931 a 460 musulmans en 113 cases.
En 1945 la població era de 540 musulmans, mentre que l'àrea total de terra era de 4,687 dúnams, segons una enquesta oficial de terra i població. D'aquests, 205 dúnams eren plantacions i terra de rec, 1,924 per a cereals, mentre 23 dúnams eren sòl edificat.

### Després de 1948
En la vespra de guerra araboisraeliana de 1948, i després dels acords d'armistici araboisraelians de 1949, Beit Sira fou ocupada pel regne haixemita de Jordània. Després de la Guerra dels Sis Dies de 1967 va romandre sota l'ocupació israeliana.